# Malicorne-sur-Sarthe
Malicorne-sur-Sarthe é uma comuna francesa na região administrativa do País do Loire, no departamento de Sarthe. Estende-se por uma área de 15.13 km². Em 2010 a comuna tinha 1 929 habitantes (densidade: 127,5 hab./km²).